# I.A. La Plus Grande Mutation de l'Histoire

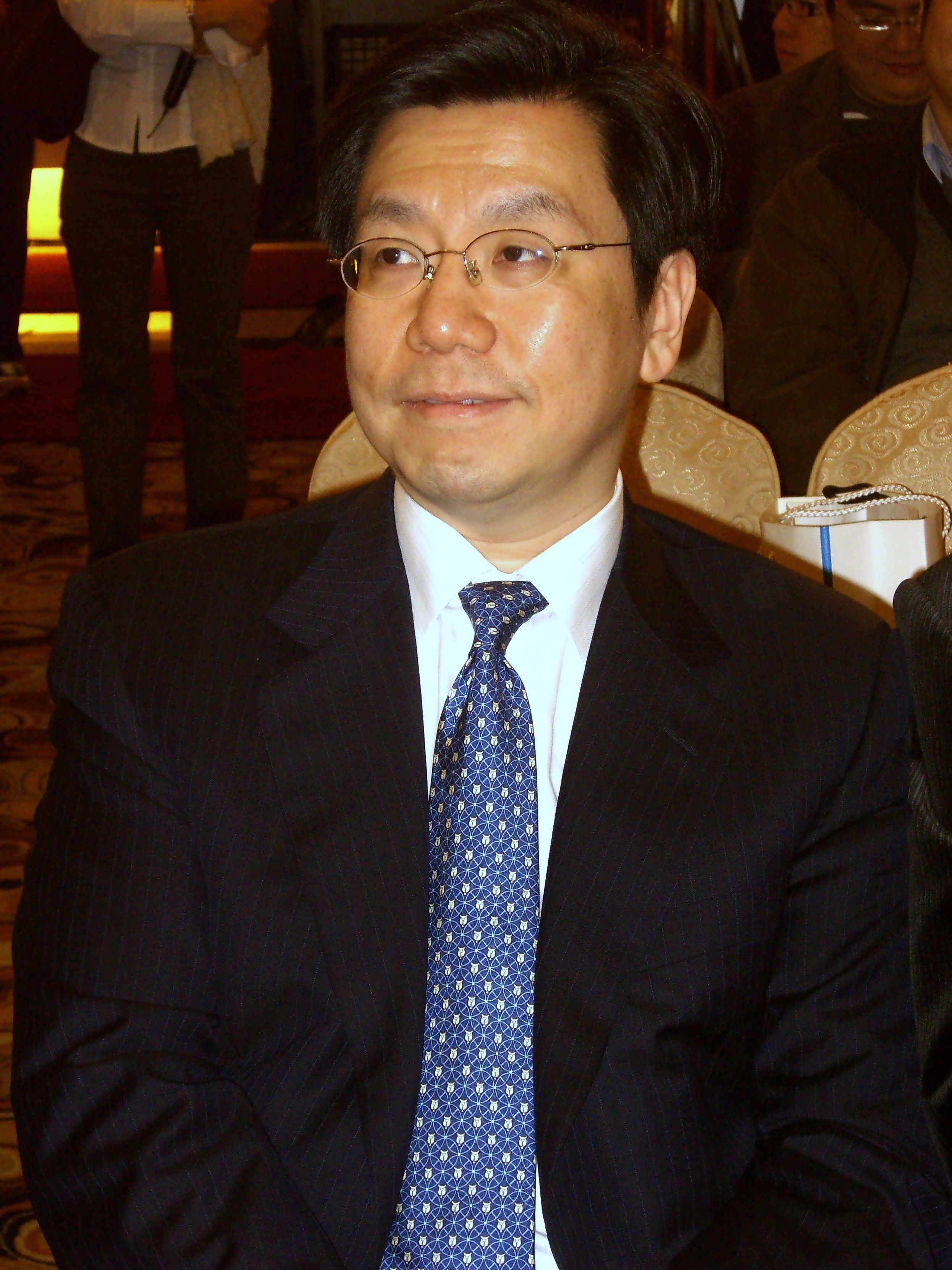
Kai-Fu Lee, l'auteur.

I.A. La Plus Grande Mutation de l'Histoire (titre original : AI Superpowers: China, Silicon Valley, and the New World Order, litt. « Les superpuissances de l'IA: la Chine, la Silicon Valley et le nouvel ordre mondial  ») est un essai publié en 2018 par l'informaticien Kai-Fu Lee, pionnier de l'intelligence artificielle, basé en Chine, qui a précédemment occupé des postes de direction chez Apple, SGI, Microsoft et Google avant de créer sa propre société, Sinovation Ventures,.

## Thèmes
Dans les articles d’opinion du New York Times de septembre 2018, Thomas Friedman cite I.A. La Plus Grande Mutation de l'Histoire dans son récapitulatif de la domination mondiale émergente de la Chine sur l'IA. Selon Kai-Fu Lee, « Si les données sont le nouveau pétrole, alors la Chine est la nouvelle Arabie saoudite ». Il avance plusieurs arguments pour expliquer pourquoi il pense que l'industrie de l'intelligence artificielle en Chine (en) va exceller dans la course aux armements intelligents :
1. La formation en apprentissage profond nécessite plus de force brute que d'innovation; rappelant la quantité supposée plus élevée mais de moins bonne qualité d'ingénieurs logiciel en Chine par rapport aux États-Unis[4].
2. La Chine a moins de réglementations sur la protection des données (comparé par exemple au Règlement général sur la protection des données en Europe) que d'autres pays, les logiciels chinois collectent donc plus de données sur les utilisateurs[4].
3. La culture chinoise des startups est plus « agressive » que celle des autres pays, avec moins de restrictions de propriété intellectuelle[4] et moins d'obstacles à l'intégration verticale[5].
4. La participation du gouvernement central chinois au financement et à l'amélioration du statut du secteur de l'IA[4].

## Accueil
Le sénateur américain Mark Warner recommande I.A. La Plus Grande Mutation de l'Histoire dans la liste de lecture 2018 de Politico. Foreign Affairs critique le livre pour sa promotion de la pensée à somme nulle et son exagération de l'investissement de l'État chinois dans des entreprises technologiques qui sous-performent souvent par rapport aux attentes, de se concentrer sur l'apprentissage profond, à l'exclusion d'autres formes d'intelligence artificielle, et de généraliser excessivement l'utilité de l'ensemble de données chinois.